# ناحیه بوتبو
ناحیه بوتبو (به لاتین: Butebo District) یک منطقهٔ مسکونی در اوگاندا است که در استان شرقی، اوگاندا واقع شده‌است. ناحیه بوتبو ۱۲۰٬۰۰۰ نفر جمعیت دارد.